# Светско првенство у атлетици на отвореном 2013 — штафета 4 × 100 метара за жене
Трка штафета 4 х 100 м у женској конкуренцији на Светском првенству у атлетици 2013. у Москви одржана је 18. августа на стадиону Лужники.

## Освајачи медаља
|                                                                                                |                                                                                |                                                                                 |
| Јамајка · Кари Расел · Керон Стјуарт · Шилони Калверт · Шели-Ен Фрејзер Прајс · Шери-Ен Брукс* | САД · Џенеба Тармо · Александрија Андерсон · Инглиш Гарднер · Октавијус Фриман | Уједињено Краљевство · Дина Ашер-Смит · Ешли Нелсон · Анабел Луис · Хејли Џоунс |

- Атлетичарке које су у штафетама означене звездицом су учествовале у штафети у предтакмичењу, али не у финалу, а све су добиле одговарајуће медаље.

## Рекорди пре почетка Светског првенства 2013.
10. август 2013.
| Светски рекорд             | САД · Бјанка Најт, Алисон Филикс, · Маршевет Мајерс, Кармелита Џетер                   | 40,82 | Лондон, Уједињено Краљевство (ЛОИ) | 10. август 2012.  |
| Рекорд светских првенстава | САД · Кристи Гејнс, Мерион Џоунс, · Ингер Милер, Гејл Диверс                           | 41,47 | Атина, Грчка                       | 9. август 1997.   |
| Најбољи резултат сезоне    | САД · Инглиш Гарднер, Октавијус Фриман, · Алисон Филикс, Кармелита Џетер               | 41,75 | Монако                             | 19. јул 2013.     |
| Афрички рекорд             | Нигерија · Беатрис Утонду, Фејт Идехен, · Кристи Опара Томпсон, Мери Оњали             | 42,39 | Барселона, Шпанија                 | 7. август 1992.   |
| Азијски рекорд             | Кина · Лин Сјао, Ли Јали, · Љу Сјаомеј, Ли Сјемеј                                      | 42,23 | Шангај, Кина                       | 23. октобар 1997. |
| Северноамерички рекорд     | САД · Бјанка Најт, Алисон Филикс, · Маршевет Мајерс, Кармелита Џетер                   | 40,82 | Лондон, Уједињено Краљевство (ЛОИ) | 10. август 2012.  |
| Јужноамерички рекорд       | Бразил · Ана Клаудија Силва, Франсијела Красуки, · Евелин Дос Сантос, Росанжела Сантос | 42,55 | Лондон, Уједињено Краљевство (ЛОИ) | 10. август 2012.  |
| Европски рекорд            | Источна Немачка · Зилке Гладиш, Сабине Ригер, · Ингрид Ауерсвалд, Марлис Гер           | 41,37 | Канбера, Аустралија                | 6. октобар 1985.  |
| Океанијски рекорд          | Аустралија · Рејчел Меси, Сузан Броудрик, · Џоди Ламберт, Мелинда Гејсфорд Тејлор      | 42,99 | Полокване, Јужноафричка Република  | 18. март 2000.    |

## Нови рекорди после завршетка Светског првенства 2013.
| Рекорд светских првенстава | Јамајка · Кари Расел, Керон Стјуарт · Шилони Калверт, Шели-Ен Фрејзер Прајс                     | 41,29 | Москва, Русија | 18. август 2013. |
| Јужноамерички рекорд       | Бразил · Евелин Дос Сантос, Ана Клаудија Лемос да Силва, · Франсијела Красуки, Росанжела Сантос | 42,29 | Москва, Русија | 18. август 2013. |

## Критеријум квалификација
Квалификациона норма за учешће на првенству је резултасти испод 44,00 у периоду 1. јануара 2012, до 29. јула 2013.
Ово је ранг листа репрезентације које су испуниле норму у 2013
1. 41,75— САД « црвени » Монако 19. јул
2. 42,42— Јамајка, Филаделфија 27. април
3. 42,62— Украјина, Гејтсхед 22. јун,
4. 42,69— Уједињено Краљевство, Лондон 26. јул
5. 43,15— Немачка, Гејтсхед 22. јун
6. 43,23— Русија, Гејтсхед 22. јун
7. 43,34— Бразил, Сао Пауло 18. мај
8. 43,36— Француска, Монако 19. јул
9. 43,47— Канада, Лондон 26. јул
10. 43,48— Швајцарска, Лозана 4, јул 2013
11. 43,52— Нигерија, Филаделфија 27. април
12. 43,64— Пољска, Шчећин 15 juin 2013
13. 43,67— Куба, Хавана 8. јун
14. 43,67— Тринидад и Тобаго, Морелија 6. јул
15. 43,84— Холандија, Лозана 4, јул 2013
16. 43,86— Италија (мл.), Тампере 12. јул
17. 43,88— Еквадор, Хавана 8. јун
18. 43,90— Бахаме, Филаделфија 27. април
19. 43,92— Доминиканска Република, Едмонтон 29. јун

Репрезентације чији су резуллтати подебљани учествују на СП.
Због одустајања штафета Кубе и Еквадора, позване су у Колумбија и Кина, као следеће на ранг листи без остварене норме. Обе су имале резултат 44,01.

## Квалификационе норме
| А норма | Б норма |
| ------- | ------- |
| 44,00   |         |

## Сатница
| Датум           | Време | Коло          |
| --------------- | ----- | ------------- |
| 18. август 2013 | 9:40  | Квалификације |
| 18. август 2013 | 18:00 | Финале        |

Времена су дата према локалном времену UTC+4.

## Резултати

### Квалификације
За 8 места у финалу кавалификовале су се по две првопласиране штафете из све три полуфуналне групе (КВ) и две штафете по постигнутом резултату (кв).,
| Поз. | Група | Стаза | Штафета                | Атлетичарке                                                                          | Време | Белешка      |
| ---- | ----- | ----- | ---------------------- | ------------------------------------------------------------------------------------ | ----- | ------------ |
| 1    | 3     | 4     | САД                    | Џенеба Тармо, Александрија Андерсон, Инглиш Гарднер, Октавијус Фриман                | 41,82 | КВ           |
| 2    | 1     | 4     | Јамајка                | Кари Расел, Керон Стјуарт, Шилони Калверт, Шери-Ен Брукс                             | 41,87 | КВ, НРС      |
| 3    | 1     | 3     | Француска              | Селин Дител-Боне, Ајоделе Икесан, Мирјам Сумаре, Стела Акакпо                        | 42,25 | КВ, НРС      |
| 4    | 3     | 2     | Бразил                 | Евелин Дос Сантос, Ана Клаудија Лемос да Силва, Франсијела Красуки, Росанжела Сантос | 42,29 | КВ, ЈАР      |
| 5    | 1     | 6     | Немачка                | Јасмин Квадво, Ина Вајт, Татјана Пинто Лофамаканда, Верена Зајлер                    | 42,65 | кв, НРС      |
| 6    | 2     | 5     | Уједињено Краљевство   | Дина Ашер-Смит, Ешли Нелсон, Анабел Луис, Хејли Џоунс                                | 42,75 | КВ           |
| 7    | 3     | 6     | Русија                 | Олга Белкина, Наталија Русакова, Елизабета Савлинис, Јелена Болсун                   | 42,94 | кв, НРС      |
| 8    | 2     | 7     | Канада                 | Кристал Емануел, Kimberly Hyacinthe, Shai-Anne Davis, Khamica Bingham                | 42,99 | КВ, НР       |
| 9    | 3     | 3     | Тринидад и Тобаго      | Kamaria Durant, Мишел-Ли Ахје, Reyare Thomas, Кеј Селвон                             | 43,01 | НРС          |
| 10   | 2     | 2     | Украјина               | Олесја Повх, Наталија Погребњак, Марија Рјемјењ, Јелизавета Бризгина                 | 43,12 |              |
| 11   | 3     | 7     | Пољска                 | Марика Попович, Вероника Ведлер, Евелина Птак, Марта Јешке, Мартина Опон*            | 43,18 | НРС          |
| 12   | 2     | 3     | Швајцарска             | Муџинба Камбуђи, Мариса Лаванши, Елен Шпрунгер, Леа Шпрунгер                         | 43,21 | НР           |
| 13   | 1     | 5     | Холандија              | Кадене Васел, Дафне Схиперс, Madiea Ghafoor, Јамиле Самуел                           | 43,26 | НРС          |
| 14   | 1     | 2     | Доминиканска Република | Mariely Sánchez, Fany Chalas, Marleni Mejia, Margarita Manzueta                      | 43,28 | НР           |
| 15   | 3     | 8     | Колумбија              | Yomara Hinestroza, Maria Alejandra Idrobo, Darlenys Obregón, Eliecith Palacios       | 43,65 | НРС          |
| 16   | 2     | 4     | Италија                | Ајоделе Икесан, Марција Каравели, Ilenia Draisci, Мартина Амидеји                    | 44,05 |              |
| 17   | 3     | 5     | Кина                   | Tao Yujia, Li Meijuan, Liang Xiaojing, Веј Јунгли                                    | 44,22 |              |
|      | 1     | 7     | Нигерија               | Alphonsus Peace Uko, Patience Okon George, Stephanie Kalu, Реџина Џорџ               | ДИСК. | чл. 170.7    |
|      | 2     | 6     | Бахаме                 | Шеника Фергусон, Шони Милер, Cache Armbrister, Деби Фергусон Макензи                 | ДИСК. | чл. 163,3(a) |

- Атлетичарке у штафети означене звездицама били су резерве у трци штафете.

### Финале
,
| Пласман | Стаза | Штафета              | Атлетичарке                                                                     | Време | Белешке   |
| ------- | ----- | -------------------- | ------------------------------------------------------------------------------- | ----- | --------- |
|         | 6     | Јамајка              | Кари Расел, Керон Стјуарт, Шилони Калверт, Шели-Ен Фрејзер Прајс                | 41,29 | РСП, НР   |
|         | 5     | САД                  | Џенеба Тармо, Александрија Андерсон, Инглиш Гарднер, Октавијус Фриман           | 42,75 |           |
|         | 3     | Уједињено Краљевство | Дина Ашер-Смит, Ешли Нелсон, Анабел Луис, Хејли Џоунс                           | 42,87 |           |
| 4       | 1     | Немачка              | Јасмин Квадво, Ина Вајт, Татјана Пинто Лофамаканда, Верена Зајлер               | 42,90 |           |
| 5       | 2     | Русија               | Олга Белкина, Наталија Русакова, Елизабета Савлинис, Јелена Болсун              | 42,93 | НРС       |
| 6       | 7     | Канада               | Кристал Емануел, Kimberly Hyacinthe, Shai-Anne Davis, Khamica Bingham           | 43,28 |           |
|         | 4     | Француска            | Селин Дител-Боне, Ајоделе Икесан, Мирјам Сумаре, Стела Акакпо                   | ДИСК. | чл. 170.7 |
|         | 8     | Бразил               | Евелин Дос Сантос, Ана Клаудија Лемос да Силва, Франсијела Красуки, Vanda Gomes | НЗ    |           |